# Dschabal Ghawil
Dschabal Ghawil (arabisch جَبَل غَوِيْل, DMG Jabal Ġawīl, en.: Jebel Ghawil) ist ein Gebirgszug im Gouvernement Buraimi im Nordwesten des Oman. Ein gleichnamiges Dorf liegt nordwestlich von Abud.

## Geographie
Der Gebirgszug erstreckt sich in ost-westlicher Richtung und bildet zusammen mit dem Dschabal Suweini (Jabal as Sumaynī جبل السّميني, ca. 1023 m‎) im Nordwesten eine geologische Formation. Im Süden verläuft das Wadi Sharm, im Norden bildet der Dschabal al Hindija (Jabal al Hindīyah جبل الهندية, ca. 587 m‎) die Grenze zu den Vereinigten Arabischen Emiraten. Im Westen schließt sich das Wüstengebiet von al-Ain im Emirat Abu Dhabi an (Al Khabb).
Die wichtigsten Landmarken, Gipfel und Ausläufer sind: Qurūn ‘Aythāt (584 m, قرون عيثات ‎), Sayḩ al Manzafah (Ebene, 520 m,
سيح المنزفة‎), Dschabal al Buwayḑāh (618 m, جبل البويضاه ‎), Sayḩ Khuwayrī (Ebene, 574 m, سيح خويري‎), Sayḩ ar Rumrāmah (Ebene, 454 m, سيح الرّمرامة‎), Dschabal ar Rumrāmah (564 m, جبل الرّمرامة‎), Dschabal Uweina (727 m), Dschabal Ruwaydat (587 m),  Dschabal al ‘Uwaynah (563 m, جبل العوينة ‎). Bei Aneeq (عرقوب عنيق‎) am Nordwestende des Gebirgszuges gibt es sehenswerte Sanddünen.
Von Mahda im Süden verlaufen zwei Straßen auf der Westseite beziehungsweise der Ostseite des Gebirgszuges nach Norden, die sich bei Al Ghalāyil (الغلايل‎) im Norden wieder vereinigen und weiter zur Nationalstraße 5 im Norden verläuft, welche Sayh Mudayrah (Adschman, VAE) im Osten mit Sayḩ al Madām (سيح المدام‎ VAE) im Westen verbindet (E44).

### Geologie
Geologisch besteht Dschabal Ghawil, wie auch Dschabal Suweini aus Kalkstein-Ablagerungen der Trias. Diese Schichten liegen auf einer „dicken Abfolge von Kissenlava, welche teilweise von Kieselgestein durchsetzt ist.“ Es gibt drei Lagergänge (sills), welche in die basaltischen Lavas und Tuffsteinschichten eingedrungen sind. Sie stammen aus der späten Trias ihre Lagergänge konnten mit Kalium-Argon-Datierung anhand von isolierten Biotiten auf 93-4 ±4Ma datiert werden.